# اسپرس لرستانی
اسپرس لرستانی (نام علمی: Onobrychis luristanica) نام یک گونه از سرده اسپرس است.